# Порчен (Белуно)
Порчен (итал. Porcen) је насеље у Италији у округу Белуно, региону Венето.
Према процени из 2011. у насељу је живело 308 становника. Насеље се налази на надморској висини од 383 м.